# 미나모토노 도시요리

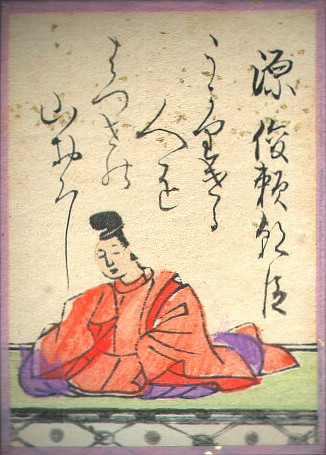
미나모토노 도시요리

미나모토노 도시요리(일본어: 源俊頼, 1055년 ~ 1129년)는 헤이안 시대의 관리, 와카 작가이다. 관위는 종사위상(從四位上).
1078년 이후 조정의 명으로 와카 시집 제작진의 일원이 줄곧 돼왔다.

## 생애
대납언 쓰네노부(大納言経信)의 셋째 아들로 태어났다. 어린 시절, 후지와라노 요리미치(藤原頼通)의 아들 다치바나노 도시쓰나(橘俊綱)의 양자였던 시절이 있었다. 벼슬은 좌근위소장(左近衛少将), 종4위 좌경권대부(左京権大夫)를 거쳤다. 이후 잠시 아버지를 따라 지방에 내려가 생활한 후, 1097년 귀경 후에는 1111년 종4위 목공두(木工頭)를 마지막으로 관직에서 물러나 재야에서 가인으로서의 활동에 전념했다.
아버지의 재능을 물려받아 시가, 관현 등 다방면에 재능을 보였던 도시요리는 일찍부터 와카를 즐겼으며, ≪고요인 7번 우타아와세(高陽院七番歌合)≫, ≪재상 중장 구니자네 우타아와세(宰相中将国信歌合)≫ 등에 참가하는 등 서서히 가인으로서의 역량을 키워 나갔다. 1105년 ≪호리카와 백수(堀河百首)≫의 기획과 제작에서 주도적인 역할을 담당하는 등 호리카와 임금(堀河天皇) 재위 시절, 가단의 중심적인 인물로 성장해 나갔다. 마침내 1124년 시라카와인(白河院)의 명령을 받들어 칙찬 와카집 ≪금엽와카집≫의 편자를 맡는 등, 원정기를 대표하는 가인으로서 와카사 속에 자리매김했다.
칙찬 와카집에 모두 210여 수의 노래가 실렸으며, ≪도시요리 수뇌(俊頼髄脳, 도시요리즈이노)≫를 저술하는 등, 와카의 제작뿐 아니라 가론 정립에도 크게 공헌했다. 개인 가집으로는 ≪산목기가집(散木奇歌集, 산보쿠키카슈)≫가 전해 오고 있다.